# الصيوعي (لودر)

تعديل مصدري - تعديل

الصيوعي هي إحدى قرى عزلة زارة بمديرية لودر التابعة لمحافظة أبين، بلغ تعداد سكانها 265 نسمة حسب تعداد اليمن لعام 2004.